# Maria Bochkareva
Maria Leontievna Bochkareva (em russo:  Мари́я Лео́нтьевна Бочкарёва, Maria Leontievna Bochkaryova; née Frolkova (Фролко́ва), apelidada Yashka; 1889–1920) foi uma militar russa que lutou na Primeira Guerra Mundial no Batalhão de Morte das Mulheres (Женские батальоны смерти). Ela foi a primeira mulher russa a comandar uma unidade militar.

## Biografia
Bochkareva nasceu em julho de 1889, filha de um sargento do exército imperial russo veterano das Guerras russo-turcas. Ela se casou aos 16 anos e foi morar em Tomsk, na Sibéria. Quando o marido começou a abusa-la, ela fugiu para Sretensk, em Krai de Zabaykalsky, onde começou um relacionamento com um homem judeu, que durou pouco anos. Ela também foi abusada nesse relacionamento.
Quando a Primeira Guerra Mundial começou em 1914, ela tentou se alistar no exército mas foi rejeitada de início. Meses depois, conseguiu ser aceita e foi servir em Polatsk no 28º Regimento do 2º exército imperial russo, servindo primordialmente como médica. Ela era muito maltratada e constantemente abusada sexualmente pelos soldados ao seu redor. Cansada disso, ela pediu dispensa na primavera de 1917. Contudo, após a Revolução de Fevereiro, Mikhail Rodzianko, chefe da Duma, pediu para ela criar um batalhão formado apenas por mulheres. Naquela época, o exército russo estava desmoralizado e acreditava-se que um grupo de combate formado por mulheres iria envergonha-los e força-los a lutar. O batalhão feminino tinha 2 000 voluntárias inicialmente, mas no final do treinamento (e após muitos abusos) sobraram apenas 300. Bochkareva foi promovida a patente de tenente e sua unidade participou da Ofensiva de Kerensky. No final, o batalhão de mulheres atuou bem mas não cumpriu seu objetivo de encorajar os homens.
Bochkareva treinou outros batalhões de mulheres ainda em 1917 até a Revolução de Outubro, quando sua unidade foi dispensada e ela se mudou para São Petersburgo. Lá ela foi presa pelos Bolcheviques, mas foi solta logo em seguida. Bochkareva então entrou em contato com o general Lavr Kornilov do Exército Branco pró-Czarista e quando os comunistas descobriram eles se preparam para prende-la e executa-la. Em abril de 1918, ela foi obrigada a deixar a Rússia e fugiu para os Estados Unidos. No mesmo ano, ela foi para o Reino Unido onde ficou pouco tempo. Bochkareva queria encorajar as Potências Ocidentais a intervir na crise interna russa (que mais tarde escalaria para uma guerra civil total). Enquanto estava em solo americano, ela ditou suas memórias, Yashka: Minha vida como Camponesa, Exilada e Soldado, para o jornalista imigrante Isaac Don Levine.
Ao final de 1918, ela voltou para a Rússia, chegando na cidade de Arkhangelsk, e tentou organizar um batalhão de mulheres para lutar contra os comunistas mas não foi bem sucedida. Em abril de 1919, ela partiu para Tomsk e tentou criar uma unidade médica sob comando do almirante Aleksandr Kolchak, mas acabou sendo capturada pelos bolcheviques. Ela foi enviada para Krasnoyarsk, onde foi interrogada por quatro meses e então sentenciada a morte por "crimes contra a classe operária". Bochkareva foi executada por um pelotão de fuzilamento em 16 de maio de 1920.